# CCC創作集

CCC 1《典藏、創意、狂想》封面

《Creative Comic Collection 創作集》，簡稱《CCC創作集》，是以臺灣歷史、文化與自然為題材，臺灣創作者創作的網路漫畫平台，開始是由中央研究院執行之行政院國家科學委員會「數位典藏與數位學習國家型科技計畫-數位核心平台計畫」製作，蓋亞文化發行紙本漫畫期刊；2012年底，數位典藏與數位學習國家型科技計畫執行完畢，中央研究院執行「臺灣數位成果永續維運計畫」，《CCC創作集》改由蓋亞文化獨立製作與出版；2015年，《CCC創作集》發行第二十期後宣布停刊。2017年中華民國文化部挹注新台幣千萬元，委託中央研究院數位文化中心執行，預計月刊發行24期，並於同年12月27日發行復刊號試刊。

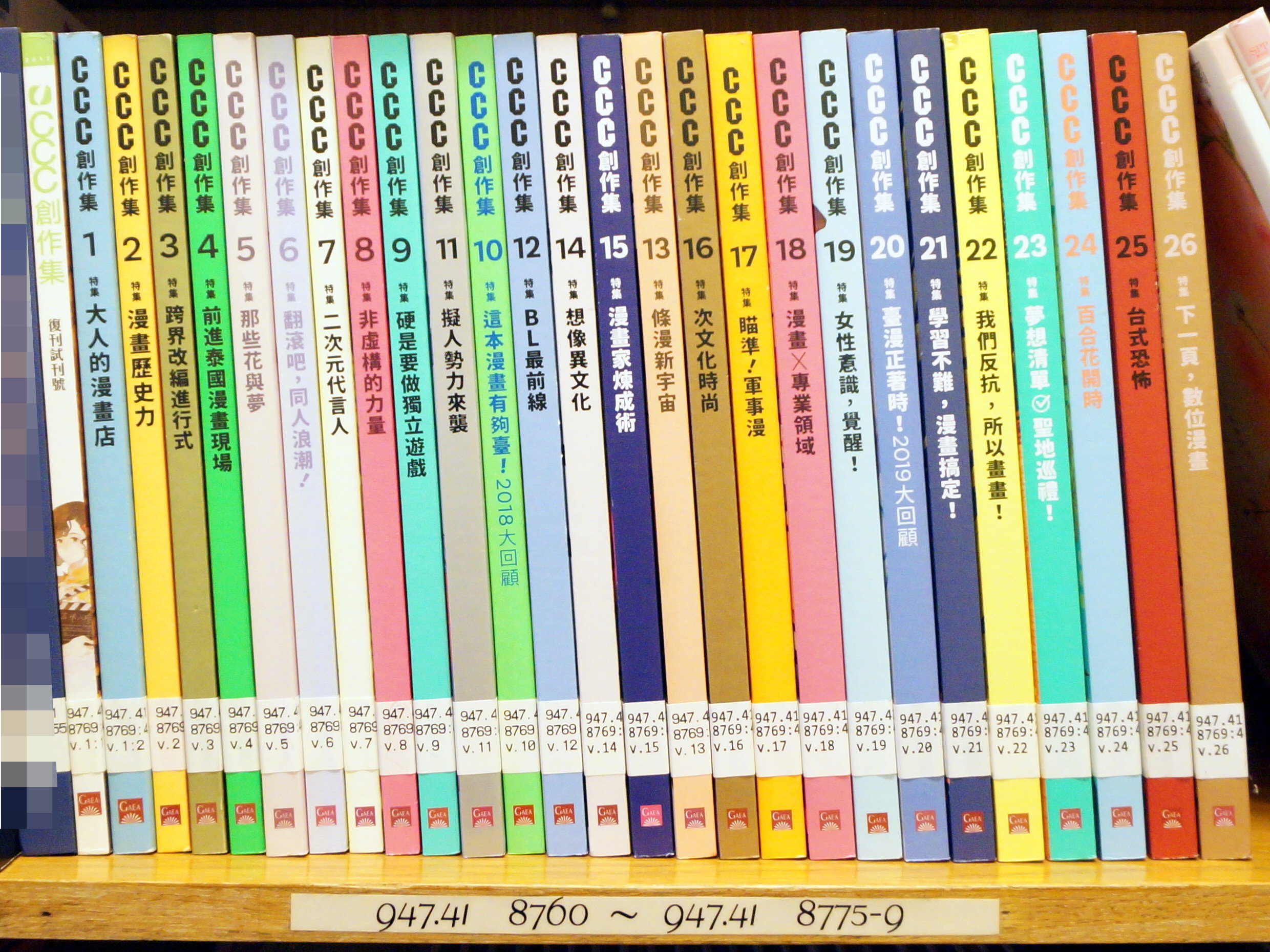
《CCC創作集》復刊號

2019年，《CCC創作集》團隊轉移至文化內容策進院。2020年6月，《CCC創作集》編輯部於Facebook粉專宣布，復刊號第26號為實體出版最後一期，8月起全面數位化、線上免費看漫畫。2023年7月，《CCC創作集》更名為《CCC追漫台》。

## 出版緣起
2009年起，國科會數位典藏與數位學習國家型科技計畫-數位核心平台計畫與國內漫畫、插畫、小說創作者合作，推出「數位典藏與數位學習成果入口網」（teldap.tw）導覽專刊《Creative Comic Collection 創作集》，試圖用說故事的方式推廣teldap.tw的內容，並在同人誌即賣會與台北國際書展等場合免費兌換。2011年第五期起，交由蓋亞文化發行。2013年度開始由蓋亞文化取得授權，在中華民國文化部101與103年度補助下，獨立製作出版。2015年名列文化部「第37次中小學生優良課外讀物評選推介活動」獲選書籍。

## 編輯部解散事件
2021年，《CCC創作集》編輯8人由於與文化內容策進院簽訂的定期聘僱合約中沒有提到任何CCC字眼，續聘合約只規劃到2021年底，在不確定工作內容的情況下，不敢輕易與文化內容策進院簽約，選擇集體辭職。
2021年3月5日，噗浪有網友留言「CCC將被裁撤」，消息來源不明，但引發數百篇文章討論。
2021年3月10日立法院教育及文化委員會，時代力量立法委員王婉諭、民主進步黨立法委員賴品妤質詢指出，外傳《CCC創作集》即將停刊，漫畫圈嚴重焦慮。文化內容策進院董事長丁曉菁說，2018年文化部用前瞻基礎建設計畫預算支持《CCC創作集》，2021年計畫到期後改由文策院接手，在預算支付、人員合作上會有轉換，這是政府定期計畫到期後的例行階段；文策院接手以後，會將《CCC創作集》擴大為台灣漫畫對接市場的加速器。
2021年3月22日，文化內容策進院請來《CCC創作集》漫畫家、編輯與相關工作人員召開說明會。丁曉菁提出「針對漫畫產業」的未來走向，主力為「漫畫媒合平台的國際化、多語化，並開放給民間出版社」與「跨域開源、IP變現，漫畫作者在企劃階段即開始尋求跨域、市場對接的可能」，並將擴大「《CCC創作集》連載平台」之B2B功能、而非像現在僅有B2C。文策院內容策進處異業合作組組長謝一麟保證，2021年4月底前有簽約的漫畫家，都能保有《CCC創作集》連載平台上的連載。
2021年3月26日，文化內容策進院發布新聞稿表示，文策院執行前瞻計畫《CCC創作集》專案預算將於本年4月底到期，在文化部的支持下，文策院將從「漫畫基地暨數位平台營運管理計畫」項下預算，依預算期程，與選擇集體辭職的《CCC創作集》編輯8人重新簽定聘僱合約；未來除了繼續與簽約漫畫家合作以外，文策院將於臺灣漫畫基地安排固定時段，為有需要的台灣原創漫畫家提供諮詢服務。
2021年4月29日，《CCC創作集》編輯部於Facebook宣布解散，但《CCC創作集》連載平台持續運作。《CCC創作集》編輯賴萱珮指出，3月26日文化內容策進院發布新聞稿稱將續聘《CCC創作集》編輯部，當天連她都是看手機才知道「被續聘」；3月26日文策院發布新聞稿後兩星期，「院內才跟我們說後續怎麼合作」。賴萱珮表示，對編輯來說，若不能持續開發新作品及新漫畫家，就不是原有合作模式，因此《CCC創作集》編輯部決定自行解散。賴萱珮表示，《CCC創作集》編輯部早在3月初就收到因預算問題引發的裁撤通知，陸續引發討論後，3月22日漫畫家與丁曉菁召開說明會；會中，丁曉菁僅提及會讓編輯陪伴漫畫家，但未明確說如何陪伴，只稱平台未來要「擴大經營」。 
2021年4月30日，文化內容策進院於Facebook發文表示，「4月底原合約到期的CCC平台8位工作同仁，選擇不再與文策院續約」，「CCC是台灣具有品牌價值的資產，文策院將持續守護」。丁曉菁表示，文策院接手《CCC創作集》時就知道前瞻計畫專案預算將於2021年到期，正常來講，文策院要設計出對接的預算，但由中央研究院時期便組成的《CCC創作集》編輯部已經有發展出自行分配資源的模式，業界夥伴對政府預算編列可能不了解；文策院院長原則上會核決所有公文，她專任董事長、未兼任代理院長時不會看到所有公文，她承認《CCC創作集》編輯部解散事件是文策院行政疏失。丁曉菁解釋，文策院原本安排《CCC創作集》編輯部將從松山文創園區遷入台北市松山區民生東路三段文策院總部現址（宏泰金融大樓5樓），但因編輯提出不希望進院工作，文策院才規劃承攬方案，使編輯不用在院內定時上下班。
2021年5月6日，文化內容策進院舉辦《CCC創作集》合約說明會，向已簽約的20位漫畫家說明合約內容。國立臺南藝術大學動畫藝術與影像美學研究所專任助理教授羅禾淋表示，依據他出席的4月19日文策院「臺灣漫畫內容開發策進機制諮詢會」，文策院討論事情的角度是以「CCC是漫畫」為前提，因此討論一直在「漫畫編輯」四字打轉，形成誤解。
2021年5月12日，文化內容策進院表示，文策院已經擬定「優化版」月薪制定期合約，以及件酬承攬合約、件酬承攬的計算方式與規劃說明，提供給原《CCC創作集》編輯群；優化版合約主要是修正編輯群曾經表達疑慮的事項，包括增列具體工作項目於附約、將辦公地點列入再議事項、將工作期限定為2023年12月31日。文策院表示，《CCC創作集》將擴大漫畫業界專業人士參與，繼續徵求新提案並支付編輯費；並邀請資深編輯與文史哲、藝術、科普等知識轉譯人才，和文策院合作的博物館群組成「選題企劃開發編輯委員會」，持續開發新內容。
2021年5月13日立法院教育及文化委員會，中國國民黨立法委員林奕華質詢指出，《CCC創作集》編輯群集體請辭，已經影響台灣漫畫界對文化內容策進院的信心。文化部部長李永得表示，《CCC創作集》連載平台已經建立品牌與公共性，文化部一定會繼續維持並擴大其功能。丁曉菁表示，文策院正在全力修補與原《CCC創作集》編輯群的關係，已有編輯表示願意繼續跟文策院合作。賴品妤質詢指出，3月起她不斷收到創作者陳情，但文策院始終沒找他們簽約；3月10日文化部與文策院答覆她質詢時承諾不會裁撤《CCC創作集》，如今卻跳票。王婉諭表示，文策院面對台灣漫畫策進機制，應傾聽學者意見。李永得說，他給文策院2星期時間解決問題，希望文策院明確編列固定預算；如果文策院做不來，文化部有其他方法處理，保證讓《CCC創作集》連載平台繼續營運。
2021年9月27日，文化內容策進院院長李明哲表示，文策院將穩定編列預算持續支持台灣原創漫畫，更積極改善《CCC創作集》連載平台作為台灣原創漫畫作品面對市場的數位基礎建設。

## 出版期刊
| - 〈日治台灣人物誌〉 畫/ 氫酸鉀 (初版) - 〈山海經繪卷〉 畫/ Loiza - 〈末代皇后婉容〉 畫/ LuLu (初版) - 〈Fishes live in TAIWAN〉 畫/ 蚩尤 (初版) - 〈露曼露沙〉 畫/ camille 作/ 出谷司馬 - 〈珠光之夏〉 畫/ 小涼 作/ 靄 - 〈永生草〉 畫/ YinYin | - 〈邢大與狐仙〉 畫/ 艾姆兔 作/ 靄 - 〈勁草樓逸話〉 畫/ eelegg 作/ Corif - 〈Treasure Hunter 密寶特搜〉 畫/ 古怪KoKai - 〈簡單兵〉 畫/ 九子 - 〈傳古衍今錄〉 畫/ 靛籃斯洛 作/ 靄 (初版) - 〈台灣棒球魂〉 畫/ 史萊姆 作/ 靄 - 〈Barking Dog〉 畫/ 柏斯 |

| - 〈日治台灣人物誌〉 畫/ 氫酸鉀 (二版) - 〈清代科場作弊指南〉 畫/ 柘榴 - 〈陽炎少女-丹陽〉 畫/ ZECO - 〈飛翔少年〉 畫/ AKRU - 〈彈頭降臨之日〉 畫/ 咖哩東 | - 〈雪的台北1901〉 作/ 明毓屏 畫/ 小主 - 〈上上籤〉 畫/ YinYin - 〈盒仙菇傳奇〉 畫/ 古怪kokai - 〈邢大與狐仙〉 畫/ 艾姆兔 作/ 靄 - 〈勁草樓逸話〉 畫/ eelegg 作/ Corif |

| - 〈圖文蘭嶼風土誌〉 畫/ 柘榴 - 〈Fishes & Shield live in TAIWAN〉 畫/ 蚩尤 (二版) - 〈海潮記事〉 作/ 伍薰 畫/ 鏡漟 - 〈四海游魚〉 畫/ 古怪KoKai - 〈石滬浮洸〉 畫/ 漢寶包(蕭乃中) | - 〈深海很多浬〉 畫/ 咖哩東 - 〈海騎當牽〉 畫/ 漢揚 - 〈邢大與狐仙 （下）〉 畫/ 艾姆兔 作/ 靄 - 〈飛翔少年 （下）〉 畫/ AKRU - 〈上上籤 （貳）〉 畫/ YinYin |

| - 〈臺灣異人誌〉 畫/ 氫酸鉀 - 〈異人街頭快照〉 畫/ 柘榴 - 〈提琴理想國〉 畫/ YinYin (二版) - 〈瑪麗亞〉 畫/ 人蛇丸(彭傑) - 〈希望〉 畫/ NS43 作/ 明毓屏 - 〈時空鐵道之旅〉 畫/ 簡嘉誠 | - 〈揆一的最後一局〉 畫/ 咖哩東 - 〈艋舺租屋騷動 （上）〉 畫/ 張季雅 - 〈二十四世紀斯文豪傳說〉 畫/ 古怪KoKai - 〈雙簧〉 畫/ AKRU - 〈上上籤 （參）〉 畫/ YinYin |

| - 〈邂逅百年風華〉 畫/ A士、YinYin、蚩尤、Salah.D - 〈上上籤 （肆）〉 畫/ YinYin - 〈頂樓祕境〉 畫/ 伍薰 作/ 咖哩東 - 〈浴事人生〉 畫/ 柘榴 | - 〈艋舺租屋騷動 （下）〉 畫/ 張季雅 - 〈百畫堂-歲末〉 畫/ AKRU - 〈陰陽堂〉 畫/ BAKUNOYA爆野家 - 〈把噗追緝令〉 畫/ 古怪KoKai |

| - 〈小魚島的故事〉 畫/ 捲貓 - 〈青澀韶光-台灣女學生圖錄〉 畫/ A士、B.c.N.y、Salah.D、AKRU、氫酸鉀、蚩尤、BAKUNOYA爆野家 - 〈藝旦夢工廠〉 畫/ 柘榴 - 〈茶迷大稻埕〉 畫/ 張季雅 - 〈雪的台北 1902〉 作/ 明毓屏 畫/ 小主 | - 〈小裁縫作嫁〉 畫/ 漢寶包(蕭乃中) - 〈臨時預約 陰陽堂〉 畫/ BAKUNOYA爆野家 - 〈把噗追緝令〉 畫/ 古怪KoKai - 〈Sacred Spirit〉 畫/ 熾羽 |

| - 〈Molamola!〉 畫/ 蚩尤 作/ 伍薰 - 〈人與生物的對話畫/ 漢寶包(蕭乃中)、LONLON、B.c.N.y.、古怪Kokai、簡嘉誠 - 〈黃金之河哆羅滿〉 畫/ Kinono - 〈七月半〉 畫/ 爻乂 - 〈萬華殘夢〉 畫/ A士 | - 〈新說‧矮靈傳說〉 畫/ 咖哩東 - 〈物魂〉 畫/ CHING - 〈陰陽堂-仙草花開時〉 畫/ BAKUNOYA爆野家 - 〈森榮歲月 （上）〉 畫/ 阮光民 |

| - 〈四季慶典彩畫〉 畫/ Kinono、B.c.N.y.、YinYin、爻乂、Salah.D、Loiza、蚩尤 、慕夜、LONLON - 〈歸寧24小時〉 畫/ Date - 〈夜巡〉 畫/ Salah.D - 〈五月雪之神〉 畫/ C.K - 〈百畫堂 島都春走〉 畫/ AKRU | - 〈南國歐帕茲（上）〉 畫/ 古怪KoKai - 〈神泉語〉 畫/ 釿Rozah - 〈森榮歲月（下）〉 畫/ 阮光民 - 〈陰陽堂 冬季篇畫/ BAKUNOYA爆野家 |

| - 〈彩繪生活職人〉 畫/ 小主、lyrince、慕夜、蚩尤、余品翰 - 〈小魚愛愛故事〉 畫/ 捲貓 - 〈生活味 客家民藝〉 畫/ 九子 - 〈茶箱飄洋〉 畫/ 張季雅 - 〈逐夢寫真〉 畫/ AKRU | - 〈模x墨物語〉 畫/ LONLON - 〈龍泉俠大戰謎霧人〉 畫/ 漢寶包 (蕭乃中) - 〈南國歐帕茲（中）〉 畫/ 古怪KoKai - 〈悲傷彈塗淚〉 畫/ - 〈深海更多浬〉 畫/ 咖哩東 |

| - 〈人與地的交會〉 畫/ YinYin、氫酸鉀、NIN、B.c.N.y.、慕夜、lyrince、LONLON、Salah.D、A士、蚩尤 - 〈鵝鑾鼻燈塔的故事〉 畫/ 捲貓 - 〈裨海紀遊〉 畫/ 柘榴 - 〈樓友在臺南〉 畫/ 咖哩東 - 〈莎萊與安妮塔〉 畫/ Kinono - 〈七月半 畢業旅行〉 畫/ 呂口 | - 〈名為未知的惡魔〉 畫/ 漢寶包(蕭乃中) - 〈百畫堂 森之憶〉 畫/ AKRU - 〈愛在機車之海〉 畫/ 李隆 - 〈荒漠病院〉 畫/ Penpoint - 〈如織之絆〉 畫/ 張季雅 - 〈南國歐帕茲（下）〉 畫/ 古怪KoKai |

| - 〈永結秦晉之好〉 畫/ lyrince、AKRU、B.c.N.y.、氫酸鉀、NIN、蚩尤 - 〈大阪燒戀歌〉 畫/ KoKai - 〈繫情〉 畫/ ＭＷ - 〈獸系列 氣味〉 畫/ SALLY - 〈外☆籍新娘〉 畫/ 咖哩東 | - 〈雪的台北1903〉 作/ 明毓屏 畫/ 小主 - 〈劍俠出世〉 畫/ 漢寶包 - 〈巧藝奇緣〉 畫/ LONLON - 〈新世紀北港神拳PART1〉 畫/ 李隆 |

| - 〈兵戎相見戰雲起〉 畫/ 左萱、慕夜、 釿Rozah、LOIZA、蚩尤 - 〈冥婚姊妹的快樂午茶〉 畫/ 捲貓 - 〈夜盜紳士〉 畫/ AKRU - 〈瑠公圳殺人事件〉 畫/ 二一添作五 - 〈新世紀北港神拳PART2〉 畫/ 李隆 | - 〈河畔幽夢〉 畫/ 簡嘉誠 - 〈鴨母明王〉 畫/ A士 - 〈巧藝奇緣—守護之心—〉 畫/ LONLON - 〈獸系列—派對—〉 畫/ SALLY |

| - 〈認真一瞬間〉 畫/ 左萱、lyrince、YinYin、氫酸鉀、艾姆兔 - 〈臺男經典時〉 畫/ 柘榴 - 〈東華春理髮廳 生日快樂〉 畫/ 阮光民 - 〈被記得的樣子〉 畫/ 張季雅 | - 〈非常手段 Dirty Hands〉 畫/ KoKai - 〈黃蘗寺〉 畫/ 艾姆兔 - 〈龍泉俠大戰謎霧人 俠隱於朝〉 畫/ 漢寶包 - 〈流浪的獅頭〉 畫/ 李隆 |

| - 〈彩畫-異地足跡〉 畫/ NIN、氫酸鉀、lyrince、A士 - 〈M型環遊世界〉 畫/ 米奇鰻 - 〈南十字☆打工渡假〉 畫/ 咖哩東 - 〈到八重山去 〉 畫/ 顏惟萱 - 〈同盟學園 Assassin〉 畫/ KoKai | - 〈蘭人異聞錄 高砂王子在江戶（上）〉 畫/ Kinono - 〈叢林病院〉 畫/ Penpoint - 〈刺蝟動物頻道〉 畫/ 捲貓 - 〈阿里山林鐵奇事 阿里山迷走〉 畫/ 簡嘉誠 - 〈東華春理髮廳 OK繃〉 畫/ 阮光民 |

| - 〈彩畫-就是要熱鬧〉 畫/ KoKai、Salah.D、蚩尤、慕夜 - 〈跟著神明看鬧熱!! 〉 畫/ 左萱 - 〈貓眼催債人〉 畫/ 貓人中 - 〈流水姑娘〉 畫/ 凱子包 - 〈火神異聞錄〉 畫/ 啪機 - 〈刺蝟動物頻道〉 畫/ 捲貓 | - 〈叢林病院[續]〉 畫/ Penpoint - 〈阿里山林鐵奇事 謎樣的少女〉 畫/ 簡嘉誠 - 〈孤魂 迷途的魂魄〉 畫/ 馮筱鈞（xuelin） - 〈蘭人異聞錄 高砂王子在江戶（後篇）〉 畫/ Kinono - 〈DEMO-1/無名歌 第一話 夢想這回事啊〉 畫/ ROCKAT 搖滾貓 |

| - 〈彩畫-彤管揚輝〉 畫/ AKRU、ANTENNA牛魚、NIN、蚩尤 - 〈女書．女讀〉 畫/ lyrince - 〈橘子尚未成熟之前〉 畫/ 左萱 - 〈譯言難盡：隔壁的翻譯少女〉 畫/ 咖哩東 - 〈退在魚歌水心〉 畫/ 李隆 | - 〈刺蝟動物頻道〉 畫/ 捲貓 - 〈孤魂 絲線的彼端〉 畫/ 馮筱鈞（xuelin） - 〈蘭人異聞錄 濱田彌兵衛事件（前篇）〉 畫/ Kinono - 〈阿里山林鐵奇事 阿里山與ＢＯＴ〉 畫/ 簡嘉誠 - 〈DEMO-1/無名歌 第二話 不是千里馬哪來的伯樂？〉 畫/ ROCKAT 搖滾貓 |

| - 〈彩畫-前進災難現場〉 畫/ 我神舞（Five）、B.c.N.y、AKRU、蚩尤 - 〈防災繪日記〉 畫/ 米奇鰻 - 〈隧道的盡頭〉 畫/ LONLON Ｘ 漢寶包 - 〈世紀末總司令〉 畫/ 李隆 - 〈網路星球莫拉克〉 畫/ 咖哩東 | - 〈神之鄉 第一回〉 畫/ 左萱 - 〈阿里山林鐵奇事 追憶與覺醒〉 畫/ 簡嘉誠 - 〈孤魂 靜止的時光〉 畫/ 馮筱鈞（xuelin） - 〈DEMO-1/無名歌 第三話 並不那麼可憐之人的可恨之處〉 畫/ ROCKAT 搖滾貓 |

| - 〈彩畫 - 百果之鄉〉 畫/ B.c.N.y.、凱子包、慕夜、lyrince、YinYin、蚩尤、KoKai、Fuka、左萱、AKRU、釿Rozah、A士、氫酸鉀 - 〈預約百萬名廚〉 畫/ BARZ - 〈記憶之味〉 畫/ YAYA - 〈湄友那塊地〉 畫/ 田日 - 〈阿里山林鐵奇事 枯萎與重生〉 畫/ 簡嘉誠 | - 〈蘭人異聞錄 濱田彌兵衛事件 中篇〉 畫/ Kinono - 〈孤魂 死與生〉 畫/ 馮筱鈞（xuelin） - 〈神之鄉 第二話〉 畫/ 左萱 - 〈DEMO-1/無名歌 第四話 倉鼠之夢〉 畫/ ROCKAT 搖滾貓 |

| - 〈彩畫 - 群眾之聲〉 畫/ KoKai、A士、Fuka、B.c.N.y.、蚩尤 - 〈社會運動ABC〉 畫/ 咖哩東 - 〈一頂安全帽引發的家庭革命〉 畫/ 仌人 - 〈青島東路見聞錄〉 畫/ Klesa | - 〈春之光〉 畫/ 顏維 - 〈槐軒舊物記事－哭泣的繪本〉 畫/ AKRU - 〈蘭人異聞錄 濱田彌兵衛事件 後篇〉 畫/ Kinono - 〈巧藝奇緣 火紅的記憶（上）〉 畫/ LONLON |

| - 〈彩畫 - 氍毹之上〉 畫/ AKRU、A士、Fuka、NIN、YinYin、五、左萱、蚩尤、凱子包 - 〈彈唱演舞 好戲登臺〉 畫/ lyrince - 〈親結〉 畫/ 橘少 - 〈扮真〉 畫/ 鬼谷九 | - 〈Sweet Punch〉 畫/ KoKai - 〈花綻〉 畫/ Ijoli - 〈孤魂 最終話－擺渡〉 畫/ 馮筱鈞（xuelin） - 〈巧藝奇緣 火紅的記憶（下）〉 畫/ LONLON |

## 復刊號
| - 〈槐軒舊物記事 水面階梯（上）〉畫/ AKRU - 〈異人茶跡 艋舺租屋騷動 - 踅艋舺〉畫/ 張季雅 - 〈蘭人異聞錄 楔子 前篇〉畫/ Kinono | - 〈搶救絕種大作戰〉畫/ KoKai - 〈無名歌 第五話 - 我也是歌手〉畫/ ROCKAT搖滾貓 |

| - 〈無名歌 第六話 - 創作者的詛咒〉畫/ ROCKAT搖滾貓 - 〈百花百色 第一話〉畫/ D.S. - 〈閻王帖（上）〉畫/ 柚子 | - 〈異人茶跡 艋舺租屋騷動 - 第一間加工廠〉畫/ 張季雅 - 〈槐軒舊物記事 水面階梯（下）〉畫/ AKRU |

| - 〈異人茶跡 艋舺租屋騷動 - 第二間加工廠〉畫/ 張季雅 - 〈閻王帖（中）〉畫/ 柚子 - 〈搶救陰德大作戰 第一話〉畫/ KoKai | - 〈槐軒舊物記事 失物之書（上）〉畫/ AKRU - 〈百花百色 第二話〉畫/ D.S. - 〈無名歌 第七話 - 壓倒性〉畫/ ROCKAT搖滾貓 |

| - 〈閻王帖（下）〉畫/ 柚子 - 〈異人茶跡 艋舺租屋騷動 - 累棋之危（上）〉畫/ 張季雅 - 〈無名歌 第七話 - 壓倒性（下）〉畫/ ROCKAT搖滾貓 | - 〈搶救陰德大作戰 第二話〉畫/ KoKai - 〈百花百色 第三話〉畫/ D.S. - 〈槐軒舊物記事 失物之書（中）〉畫/ AKRU |

| - 〈槐軒舊物記事 失物之書（下）〉畫/ AKRU - 〈百花百色 第四話〉畫/ D.S. - 〈異人茶跡 艋舺租屋騷動 - 累棋之危（下）〉畫/ 張季雅 | - 〈地上的天國（上）〉畫/ 星期一回收日／原作：楊子 - 〈無名歌 第八話 - 煙火（上）〉畫/ ROCKAT搖滾貓 - 〈搶救陰德大作戰 第三話〉畫/ KoKai |

| - 〈地上的天國（下）〉畫/ 星期一回收日／原作：楊子 - 〈百花百色 第五話〉畫/ D.S. - 〈異人茶跡 艋舺租屋騷動 - 人情或律法？（上）〉畫/ 張季雅 | - 〈無名歌 第八話 - 煙火（下）〉畫/ ROCKAT搖滾貓 - 〈搶救棲地大作戰 第一話〉畫/ KoKai - 〈潛向琉璃海〉畫/ YinYin |

| - 〈百花百色 第六話 end〉畫/ D.S. - 〈世界上獨一無二的花－臨水夫人信仰〉文／康詩瑀 - 〈無名歌 終話 - 繼續（上）〉畫/ ROCKAT搖滾貓 | - 〈搶救棲地大作戰 第二話〉畫/ KoKai - 〈潛向琉璃海 珍珠的祕密（上）〉畫/ YinYin - 〈異人茶跡 艋舺租屋騷動 - 人情或律法？（中）〉畫/ 張季雅 |

| - 〈友繪的小梅屋記事簿 第一話 我要辦園遊會！〉畫/ 清水 - 〈搶救棲地大作戰 第三話〉畫/ KoKai - 〈潛向琉璃海 珍珠的祕密（下）〉畫/ YinYin | - 〈無名歌 終話 - 繼續（下）end〉畫/ ROCKAT搖滾貓 - 〈異人茶跡 艋舺租屋騷動 - 人情或律法？（下）〉畫/ 張季雅 |

| - 〈滬尾守衛阿火旦 第一話〉畫/ WASTE戊 - 〈搶救棲地大作戰 第四話 end〉畫/ KoKai - 〈貓之苔〉畫/ 海豹 | - 〈友繪的小梅屋記事簿 第二話 尋找店家去！（上）〉畫/ 清水 - 〈異人茶跡 艋舺租屋騷動 - 騷亂（上）〉畫/ 張季雅 |

| - 〈守娘 第一話〉畫/ 小峱峱 - 〈異人茶跡 艋舺租屋騷動 - 騷亂（下）〉畫/ 張季雅 - 〈友繪的小梅屋記事簿 第二話 尋找店家去！（下）〉畫/ 清水 | - 〈潛向琉璃海 金沙灣 第一海哩〉畫/ YinYin - 〈滬尾守衛阿火旦 第二話〉畫/ WASTE戊 |

| - 〈複眼人〉畫/ 小童／原著：吳明益 - 〈潛向琉璃海 金沙灣 第二海哩〉畫/ YinYin - 〈異人茶跡 艋舺租屋騷動 - 直航（上）〉畫/ 張季雅 | - 〈友繪的小梅屋記事簿 第三話 臺灣料理（上）〉畫/ 清水 - 〈守娘 第二話〉畫/ 小峱峱 |

| - 〈異人茶跡 艋舺租屋騷動 - 直航（下）end〉畫/ 張季雅 - 〈守娘 第三話〉畫/ 小峱峱 | - 〈滬尾守衛阿火旦 第三話〉畫/ WASTE戊 - 〈友繪的小梅屋記事簿 第三話 臺灣料理（下）〉畫/ 清水 |

| - 〈滬尾守衛阿火旦 第四話 end〉畫/ WASTE戊 - 〈友繪的小梅屋記事簿 第四話 園遊會開始！（上）〉畫/ 清水 | - 〈似逝而非 第一話〉畫/ 日下棗 |

| - 〈友繪的小梅屋記事簿 第四話 園遊會開始！（下）〉畫/ 清水 - 〈似逝而非 第二話〉畫/ 日下棗 - 〈昨夜閑潭夢落花（上）〉畫/ 星期一回收日／原作：楊子 | - 〈送葬協奏曲 第一話〉畫/ 韋蘺若明 - 〈守娘 第四話〉畫/ 小峱峱 |

| - 〈毒藥貓 第一話〉畫/ Fengta - 〈昨夜閑潭夢落花（下）〉畫/ 星期一回收日／原作：楊子 - 〈送葬協奏曲 第二話（上）〉畫/ 韋蘺若明 | - 〈守娘 第四話（下）〉畫/ 小峱峱 - 〈似逝而非 第三話〉畫/ 日下棗 |

| - 〈毒藥貓 第二話〉畫/ Fengta - 〈似逝而非 第四話〉畫/ 日下棗 - 〈送葬協奏曲 第二話（下）〉畫/ 韋蘺若明 | - 〈守娘 第五話（上）〉畫/ 小峱峱 - 〈蘭人異聞錄 楔子〉畫/ Kinono |

| - 〈送葬協奏曲 第三話〉畫/ 韋蘺若明 - 〈毒藥貓 第三話（上）〉畫/ Fengta - 〈蘭人異聞錄 獵鹿〉畫/ Kinono | - 〈守娘 第五話（下）前篇完〉畫/ 小峱峱 - 補充資料：守娘裡的傳說、習俗 - 〈似逝而非 第五話〉畫/ 日下棗 |

| - 〈蘭人異聞錄 大加弄〉畫/ Kinono - 〈青苔咖啡店 傘下的距離〉畫/ 海豹 - 〈毒藥貓 第三話（下）〉畫/ Fengta | - 〈似逝而非 第六話〉畫/ 日下棗 - 〈送葬協奏曲 第四話〉畫/ 韋蘺若明 |

| - 〈似逝而非 第七話 end〉畫/ 日下棗 - 似逝而非創作幕後──專訪日下棗 - 〈青苔咖啡店 探蘚宇宙〉畫/ 海豹 - 〈送葬協奏曲 第五話〉畫/ 韋蘺若明 | - 〈蘭人異聞錄 惡靈〉畫/ Kinono - 〈毒藥貓 第四話（上）〉畫/ Fengta - 民主學笑－政治漫畫在臺灣特展 |

| - 〈送葬協奏曲 第六回 end〉畫/ 韋蘺若明 - 曲終人散 - 送葬協奏曲解說 - 〈庭院深深華麗島（上）〉畫/ 星期一回收日／楊子 | - 〈毒藥貓 第四話（下）〉畫/ Fengta - 〈蘭人異聞錄 任務〉畫/ Kinono - 〈青苔咖啡店 異苔同岑〉畫/ 海豹 |

| - 〈蘭人異聞錄 求婚〉畫/ Kinono - 漫話幕後 - 三百九十年前，他們的故事 - 〈不可知論偵探 捨身羅漢篇（壹）〉畫/ 鸚鵡洲／薛西斯 | - 〈青苔咖啡店 朽木生苔〉畫/ 海豹 - 〈毒藥貓 第五回〉畫/ Fengta - 〈庭院深深華麗島（中）〉畫/ 星期一回收日／楊子 |

| - 〈青苔咖啡店 走燈苔〉畫/ 海豹 - 漫話幕後 - 老闆的苔蘚點名時間 - 〈庭院深深華麗島（下）〉畫/ 星期一回收日／楊子 - 漫話幕後 - 雁聲與蘭鶯的書房風景 | - 〈不可知論偵探 捨身羅漢篇（貳）〉畫/ 鸚鵡洲／薛西斯 - 〈毒藥貓 第六回（上）〉畫/ Fengta |

| - 〈毒藥貓 第六回（下）完〉畫/ Fengta - 漫話幕後 - 毒藥貓與災難 - 〈不可知論偵探 捨身羅漢篇（參）〉畫/ 鸚鵡洲／薛西斯 | - 〈採集人的野帳 No.000 開端〉畫/ 英張 - 〈四個初夏的藍天 虎尾眷村今生 家〉畫/ 陳小雅 - 〈異人茶跡 茶迷大稻埕 序章〉畫/ 張季雅 |

| - 〈採集人的野帳 No.001 新人〉畫/ 英張 - 後臺灣植物大命名時代二三事 - 〈綺譚花物語 無可名狀之物〉畫/ 星期一回收日／楊子 | - 〈異人茶跡 茶迷大稻埕 焙火知芳〉畫/ 張季雅 - 〈不可知論偵探 捨身羅漢篇（肆）〉畫/ 鸚鵡洲／薛西斯 |

| - 〈不可知論偵探 捨身羅漢篇（伍）完〉畫/ 鸚鵡洲／薛西斯 - 漫話幕後 - 不可知論偵探與人犧傳說 - 〈尋山人 第一回 初生之犢〉畫/ 艸肅 | - 〈滬尾守衛阿火旦 終曲 前篇〉畫/ WASTE戊 - 〈採集人的野帳 No.002 才能〉畫/ 英張 - 後臺灣植物大命名時代二三事 |

| - 特別企劃〈雀榕〉爛貨習作 - 〈採集人的野帳 No.003 葉館〉畫/ 英張 - 後臺灣植物大命名時代二三事 | - 〈不可知論偵探 北十字星〉畫/ 鸚鵡洲／薛西斯 - 〈尋山人 第二回 樹與眼淚〉畫/ 艸肅 - 〈滬尾守衛阿火旦 終曲 後篇 end〉畫/ WASTE戊 |

| - 〈閻鐵花 #01 閻鐵花〉畫/ 常勝 - 〈採集人的野帳 No.004 採集人〉畫/ 英張 - 後臺灣植物大命名時代二三事 | - 〈尋山人 第三回 緊急任務〉畫/ 艸肅 - 〈四個初夏的藍天 虎尾眷村今生 最後一天的日誌〉畫/ 陳小雅 |

## 相關出版品

### 商業單行本
沒有表示出版社的皆為蓋亞出版社出版。
- 《北城百畫帖》AKRU 收錄CCC2、3 飛翔少年，CCC4 雙簧。

2010年10月20日發售、ISBN 978-986-615-702-8
2011年 第二屆 金漫獎 一般漫畫類 優勝
2011年 第15回 日本文化廳 文化廳媒體藝術祭 審查委員會推薦作品
2012年 第6回 日本外務省 國際漫畫獎 入賞
2018年 第九屆 金漫獎 跨域應用獎 入圍
2019年 第十屆 金漫獎 跨域應用獎 得獎
- 《邢大與狐仙》作者：艾姆兔、改編和作畫：明毓屏[30]。

上集：2011年2月16日發售、ISBN 978-986-615-722-6
下集：2012年2月1日發售、ISBN 978-986-615-778-3
2012年第三屆 金漫獎 漫畫新人獎 入圍
- 《方舟奇航 ARK SAGA》彭傑 收錄CCC4〈瑪麗亞〉。

全1集（友善之地出版）
- 《鋼鐵少女》ZECO 因繪製CCC2〈陽炎少女-丹陽〉受《Comic Gum》月刊邀請於日本連載[31]。

1～3集（友善之地出版）
- 《上上籤》YinYin 收錄CCC2~5 〈上上籤〉。

2011年8月17日發售、ISBN 978-986-615-755-4
2012年第三屆 金漫獎 漫畫新人獎 優勝
- 《臨時預約 陰陽堂》BAKUNOYA爆野家 收錄CCC5～8〈陰陽堂〉。

2012年6月13日發售、ISBN 978-986-319-000-4
- 《幸福調味料》阮光民 收錄CCC7~8〈森榮歲月〉(山上的醫生)。

2012年8月1日發售、ISBN 978-986-319-006-6
- 《時空鐵道之旅》簡嘉誠 以CCC4〈時空鐵道之旅〉為原案，重新編繪出版。

2012年10月31日發售、ISBN 978-986-319-021-9
2013年 第四屆 金漫獎 一般漫畫類 首獎
- 《異人茶跡 淡水1865》張季雅 延續陶德、李春生與臺灣烏龍茶系列，編繪出版。

2013年7月10日發售、ISBN 978-986-319-034-9
2014年 第五屆 金漫獎 漫畫新人獎 得獎
2018年 第九屆 金漫獎 跨域應用獎 入圍
- 《新世紀北港神拳》李隆杰 收錄CCC10〈愛在機車之海〉、CCC11和12〈新世紀北港神拳〉、CCC13〈流浪的獅頭〉。

2013年11月27日發售、ISBN 978-986-319-075-2
2014年 第五屆 金漫獎 青年漫畫獎 入圍
- 《北城百畫帖II》AKRU 收錄CCC5〈歲末〉、CCC8〈島都春走〉、CCC9〈逐夢寫真〉、CCC10〈森之憶〉、CCC12〈夜盜紳士〉。

2013年11月27日發售、ISBN 978-986-319-076-9
2014年 第五屆 金漫獎 青年漫畫獎 入圍
- 《龍泉俠大戰謎霧人》蕭乃中(漢寶包) 收錄CCC9〈龍泉俠大戰謎霧人〉、CCC11〈劍俠出世〉、CCC13〈俠隱於朝〉。

2014年7月28日發售、ISBN 978-986-319-101-8
2015年 第六屆 金漫獎 少年漫畫獎 入圍
2018年 第九屆 金漫獎 跨域應用獎 得獎
- 《十色千景 AKRU ART WORKS》AKRU 收錄部分插畫。

2014年10月8日發售、ISBN 978-986-319-115-5
- 《巧藝奇緣 第一集》LONLON 收錄CCC11、12〈巧藝奇緣〉。

2015年1月7日發售、ISBN 978-986-319-125-4
- 《無名歌 第一集》ROCKAT搖滾貓 收錄CCC15~18〈無名歌〉。

2015年1月14日發售、ISBN 978-986-319-124-7
2015年 第六屆 金漫獎 漫畫新人獎 得獎
2015年 第9回 日本外務省 國際漫畫獎 優秀賞
- 《神之鄉》左萱 收錄CCC17、18、19〈神之鄉〉。

上集：2015年10月28日發售、ISBN 978-986-319-175-9
下集：2016年8月3日發售、ISBN 978-986-319-223-7
2016年 第10回 日本外務省 國際漫畫獎 入賞
- 《異人茶跡2：拳山茶家》張季雅 異人茶跡續篇。

2015年11月3日發售、ISBN 978-986-319-176-6
2018年總統選書
- 《蘭人異聞錄：濱田彌兵衛事件》Kinono 收錄CCC16〈前篇〉、CCC18〈中篇〉、CCC19〈後篇〉。

2015年12月30日發售、ISBN 978-986-319-188-9
2016年 第七屆 金漫獎 漫畫新人獎 入圍
2017年 第11回 日本外務省 國際漫畫獎 入賞
- 《阿里山林鐵奇事》簡嘉誠 收錄CCC14～18〈阿里山林鐵奇事〉

2016年8月12日發售、ISBN 978-986-319-231-2
- 《百花百色》 D.S. 收錄復刊1號～6號（22～27）

2019年1月9日發售、ISBN 978-986-319-384-5
2019年 第十屆 金漫獎 少女漫畫獎 入圍
2021年 第14回 日本外務省 國際漫畫獎 入賞
- 《異人茶跡3：艋舺租屋騷動》張季雅 收錄復刊試刊號～11號（21～32）

2019年2月26日發售、ISBN 978-986-319-393-7
2020年 第十一屆 金漫獎 年度漫畫獎 入圍
- 《守娘》小峱峱 收錄復刊9號～16號（30～37）

上集：2019年10月30日發售、ISBN 978-986-319-446-0
2020年 第十一屆 金漫獎 漫畫新人獎 得獎
- 《無名歌 第二集（完）》ROCKAT搖滾貓 收錄復刊試刊號～7號（21～28）

2019年11月20日發售、ISBN 978-986-319-447-7
- 《友繪的小梅屋記事簿 第一集》清水 收錄復刊7號～13號（28～34）

2020年2月12日發售、ISBN 978-986-319-469-9
- 《石唬搶救大作戰》KoKai

全1集（特有生物保育中心出版）
2019年12月1日發售、ISBN 978-986-544-008-4
- 《異人茶跡4：茶迷大稻埕》張季雅 收錄復刊22號（43）、23號（44）

2020年7月1日發售、ISBN 978-986-319-488-0
- 《蘭人異聞錄II：溪之南，山之北》Kinono 收錄復刊試刊號（21）、15號～20號（36～41）

2020年7月27日發售、ISBN 978-986-319-463-7
- 《綺譚花物語》星期一回收日、原作：楊子 收錄復刊4號～5號（25、26）、13號～14號（34、35）、19號～21號（40～42）、23號（44）

全1卷（台灣東販出版）
2020年7月29日發售、ISBN 978-986-511-423-7
- 《送葬協奏曲》韋蘺若明

2020年2月5日發售、ISBN 978-986-319-466-8
2021年 第14回日本外務省國際漫畫獎 最優秀獎
- 《滬尾守衛阿火旦》Waste戊

2020年9月30日發售、ISBN 978-986-319-502-3
- 《閻鐵花1》常勝Chang Sheng

（大辣出版）
2020年12月1日發售、ISBN 978-986-994-960-6
- 《採集人的野帳》英張

2021年1月20日發售、ISBN 978-986-995-793-9
2021年總統選書
- 《不可知論偵探1：捨身羅漢篇》鸚鵡洲、薛西斯

（獨步文化出版）
2021年1月28日發售、ISBN 978-957-944-798-0

### 同人誌
- 《山海經繪卷》2010 收錄LOIZA CCC1〈山海經繪卷〉。
- 《DDD短篇集：紙本備份》[32]2022 收錄咖哩東 CCC2~CCC19 共12篇作品
- 《CCC的石唬》[33]2011 古怪KoKai。
- 《陰間條例》[34]2011 Salah.D 收錄CCC8〈夜巡〉。
- 《We Stay, We Live 灣》[35]2012 蚩尤 收錄部分插畫。
- 《台灣氫年》[36]2012 氫酸鉀 收錄部分插畫。

### 其他
- 《跟著CCC創作集去旅行》[37]旅行地圖小冊，是第十期的附錄。
- 《Ghost Graffiti Gallery 鬼塗鴉畫廊》[38] 2012年 GGG同人誌合本。
- 《石唬搶救大作戰》政府宣導教科書 2019年12月1日發售，ISBN 978-986-544-008-4（行政院農業委員會特有生物研究保育中心出版）

## 外部連結
- 官方网站 （繁體中文）
- CCC創作集的Facebook專頁
- YouTube上的CCC創作集頻道
- CCC創作集的Plurk專頁